# Oides seminigra
Oides seminigra es una especie de insecto coleóptero de la familia Chrysomelidae.
Fue descrita científicamente en 1846 por Clark.